# Sent Chabrés
Sent Chabrés (en francès Saint-Chabrais) és una comuna (municipi) de França, a la regió de la Nova Aquitània, departament de la Cruesa, al districte d'Aubusson i cantó de Chénérailles.
La seva població al cens de 1999 era de 335 habitants. Està integrada a la Communauté de communes de Chénérailles.

## Demografia
| 1968 | 1975 | 1982 | 1990 | 1999 |
| ---- | ---- | ---- | ---- | ---- |
| 537  | 469  | 399  | 379  | 335  |

## Administració
| Període | Identitat         | Partit |
| ------- | ----------------- | ------ |
| 2001-   | Patrice Morançais | UMP    |